# 천치마이

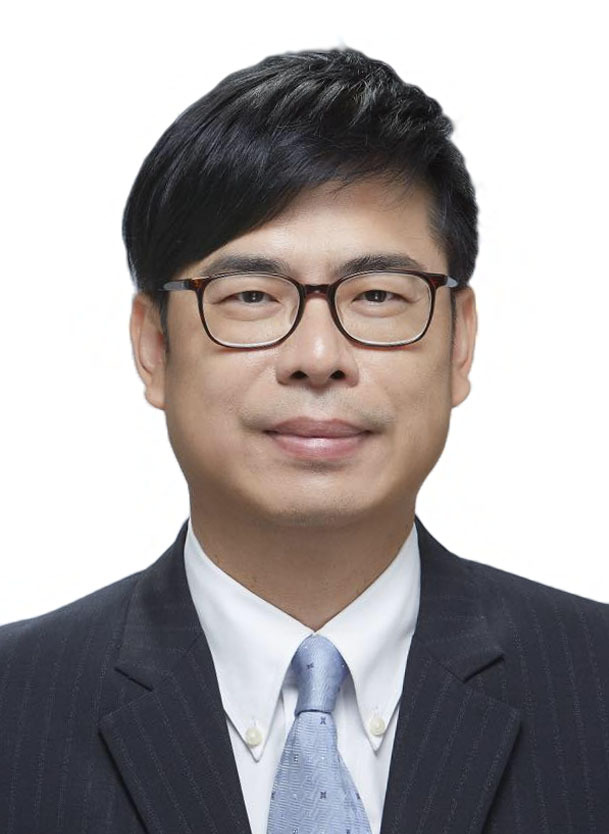
천치마이

천치마이(중국어: 陳其邁, 1964년 12월 23일~)는 타이완의 정치인으로, 민주진보당의 대변인 및 정책연구조정위원회 위원장을 지냈다. 지룽시 출신의 의사인 그는 1996년 입법원 의원으로 당선되었으며, 국회 대변인이 될 때까지 8년을 재직했다. 전임 한궈위의 주민소환 이후 2020년 8월 15일에 치러진 가오슝시 시장 보궐선거에서 당선되었다.
2005년 행정원장으로 임명되어 사임한 셰창팅의 뒤를 이어 가오슝시 시장직을 잠시 대행한 바 있으며, 2007년부터 2008년 마잉주 신임 총통이 취임할 때까지 총통실 부서기장직을 지냈다. 2019년 차이잉원 총통이 그를 부총리로 임명했으며, 2020년 6월 차기 가오슝 시장 보궐선거에 도전하기 위해 사임했다.

## 학력
- 중산 의학 대학교 의학과 학사
- 국립 타이완 대학교 공중보건연구소 석사

## 역대 선거 결과
| 선거명                 | 직책명   | 선거구             | 대수 | 정당   | 득표율 | 득표수      | 결과 | 당락 |
| ---------------------- | -------- | ------------------ | ---- | ------ | ------ | ----------- | ---- | ---- |
| 1995년 입법위원 선거   | 입법위원 | 가오슝시 제1선거구 | 3대  | 민진당 | 10.60% | 38,367표    | 4위  | 당선 |
| 1998년 입법위원 선거   | 입법위원 | 가오슝시 제1선거구 | 4대  | 민진당 | 22.44% | 98,553표    | 1위  | 당선 |
| 2001년 입법위원 선거   | 입법위원 | 가오슝시 제1선거구 | 5대  | 민진당 | 14.49% | 56,550표    | 2위  | 당선 |
| 2008년 입법위원 선거   | 입법위원 | 비례대표8번        | 8대  | 민진당 | 34.62% | 4,556,424표 | 2위  | 당선 |
| 2012년 입법위원 선거   | 입법위원 | 비례대표12번       | 9대  | 민진당 | 44.06% | 5,370,953표 | 2위  | 당선 |
| 2018년 지방 선거       | 시장     | 가오슝시           | 2대  | 민진당 | 44.80% | 742,239표   | 2위  | 낙선 |
| 2020년 시장 재보궐선거 | 시장     | 가오슝시           | 3대  | 민진당 | 70.03% | 671,804표   | 1위  | 당선 |
| 2022년 지방 선거       | 시장     | 가오슝시           | 4대  | 민진당 | 58.10% | 766,147표   | 1위  | 당선 |